# Cyclosticta discata
Cyclosticta discata là một loài bướm đêm thuộc phân họ Arctiinae, họ Erebidae.